# 富豪巴士
富豪巴士（英語：Volvo Buses）是瑞典汽车制造商沃尔沃的一个子部门和业务部门，1968年起为独立部门。總部位於哥德堡。

## 底盤

### 已停產
- 1950年代: B627
- 1950年代-1960年代: B615/B616/B617
- 1950年代-1960年代: B635/B638
- 1950年代-1960年代: B705
- 1950年代-1960年代: B725/B727
- 1951-1963: B655/B656/B657/B658
- 1960年代: B715
- 1963-1965: B755
- 1960年代-1980年代: B57 & BB57（英语：Volvo B57）
- 1965-1982: B58（英语：Volvo B58）
- 1966-1971: B54
- 1970-1980: B59（英语：Volvo B59）
- 1973-1985: 艾莎B55
- 1978-2001: B9M/B10M/B10MA/B10MD
- 1978-1991: B10R（英语：Volvo B10R）
- 1978-1987?:B6F/B6FA（英语：Volvo B6F）
- 1990-2002: B10B（英语：Volvo B10B）
- 1991-1998: B6/B6LE
- 1992-2000: 奧林比安（由利蘭奧林比安改良）
- 1992-2004: B10BLE
- 1993-2000年代: B10L/B10LA（英语：Volvo B10L）
- 1997-2006?: B7L/B7LA（英语：Volvo B7L）
- 1998-2002: B6BLE（英语：Volvo B6BLE）
- 1998-2004: 超級奧林比安（又名 B10TL）
- 1999-2006: B7TL（英语：Volvo B7TL）
- 1991-2011: B12/B12R（英语：Volvo B12R）
- 1997-2011: B12B（英语：Volvo B12B）
- 2001-2011: B12BLE/B12BLEA（英语：Volvo B12BLE）
- 2001-2017: B7RLE
- 2002-2011: B9S 鉸接/B9 SALF 鉸接（英语：Volvo B9S）
- 2002-2018: B9TL
- 2010-2013: B9RLE（英语：Volvo B9RLE）
- 2012-2021: B5TL

### 生產中
- 1997-: B7R（英语：Volvo B7R）
- 1999-: B12M/B12MA（英语：Volvo B12M）
- 2003-: B9R（英语：Volvo B9R）
- 2005-: B9L/B9LA（英语：Volvo B9L）
- 2008-: 富豪B5LH（混合動力電動公共汽車）
- 2010-: B13R（英语：Volvo B13R）(美國版本由子公司Prevost以富豪9700的名義生產)
- 2011-: B270F
- 2011-: B11R（英语：Volvo B11R）
- 2012-: B5RH/B215RH（英语：Volvo B5RLEH）（混合動力電動公共汽車）
- 2012-: B215LH
- 2013-: B8R
- 2013-: B8RLE/B8RLEA（英语：Volvo B8RLE）
- 2015: 7900（電動公共汽車） （U1）
- 2016-: B8L
- 2021-: BZL

### 完整巴士
- C10M（英语：Volvo C10M）（1980年代製造）

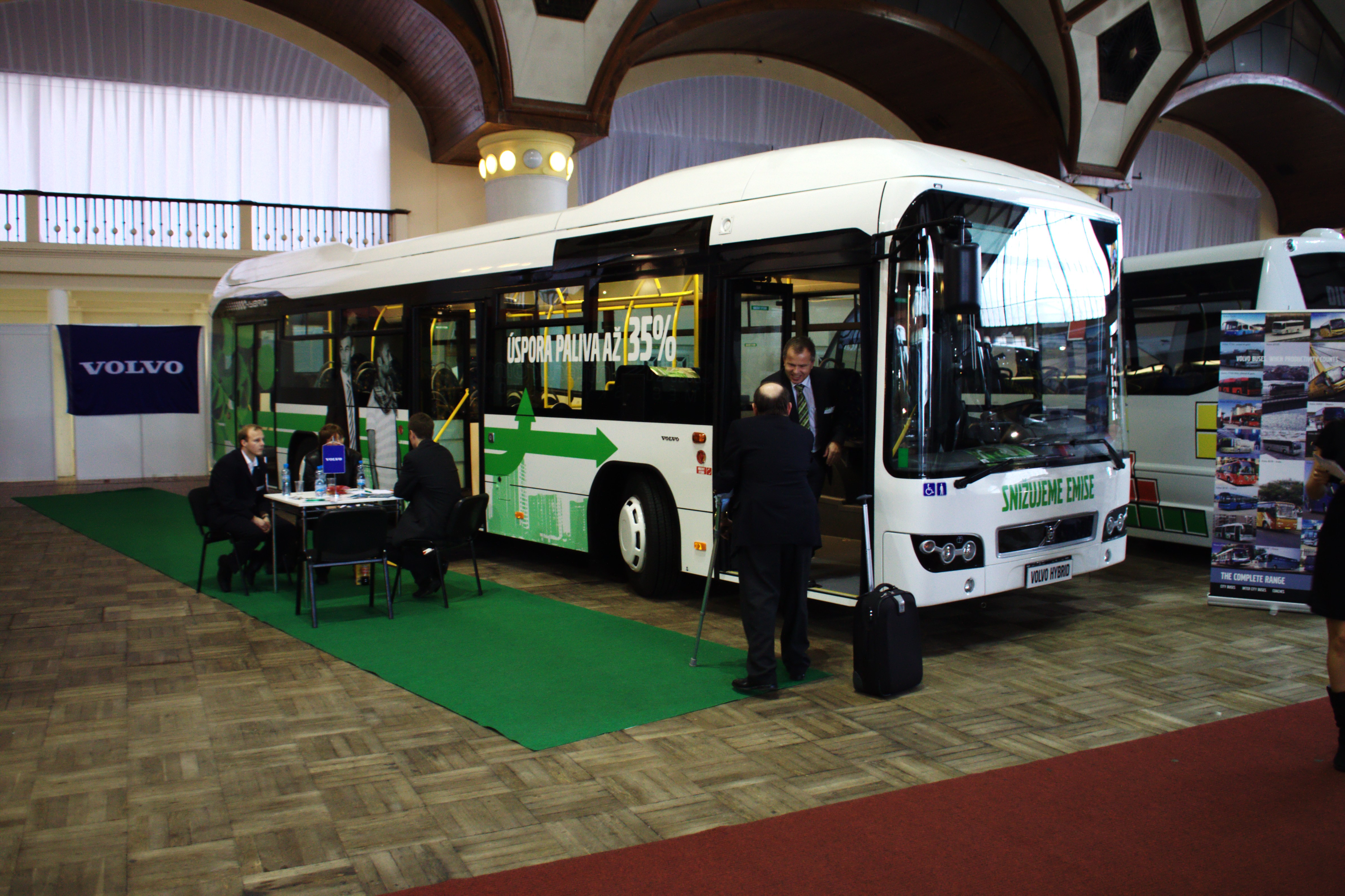
Hybrid Volvo 7700H bus at the Czech Bus Fair 2011

- 5000/7500 低地台巴士（B10L/B7L/B9S 鉸接底盤）
- 7000/7700（英语：Volvo 7700） 低地台巴士（B10L/B7L/B9L底盤）
- 7250/7350（富豪/Drögmöller B10-400/B7R 底盤）- 墨西哥
- 7400 - 印度
- 7400XL - 印度
- 7450/7550
- 7700A 鉸接低地台巴士（B7LA/B9LA 底盤）
- 7700 混合動力低地台巴士（B5LH 底盤）
- 7800 鉸接 BRT 巴士（B9S 鉸接底盤）- 中國(SWB6180LF)
- 7900 低地台巴士
- 7900 混合動力低地台巴士（B5LH 底盤）
- 7900A 混合動力鉸接低地台巴士（B5LAH 底盤）
- 8300 intercity（B9R 底盤）- 墨西哥
- 8400（B7RLE 底盤） -  印度
- 8500 TX intercity（B7R/B12M 底盤）
- 8500A 鉸接巴士（B12MA 底盤）
- 8500LE（B10BLE/B7RLE/B12BLE/B9S 鉸接底盤）
- 8700 TX intercity（B7R/B12B/B12M 底盤）
- 8700LE（B7RLE/B12BLE 底盤）
- 8700LEA 鉸接巴士（B12BLEA 底盤）
- 8900（B7R/B9R/B8R 底盤）
- 8900LE（B7RLE/B9RLE/B8RLE 底盤）
- 9100 - 亚洲
- 9300（B9R 底盤）- 墨西哥
- 9400（B7R/B9R 底盤）- 印度
- 9400XL（6X2）（B9R 底盤）- 印度
- 9400PX（B11R 底盤）- 印度
- 9500（B9R/B8R 底盤）
- 9600（B9R 底盤）- 中國
- 9700 TX（B12B/B12M/B7R/B9R/B13R/B11R/B8R 底盤）
- 9800 coach（B12M 底盤）- 中國
- 9800 coach - 墨西哥
- 9900（B12B/B13R/B11R 底盤）

## 已收購的公司
被富豪巴士擁有或收購的巴士製造商：
- 瑞典塞夫勒Säffle Karosseri AB（瑞典语：Säffle_Karosserifabrik）（1981年成立，2004年更名為Volvo Bussar Säffle AB， 工廠於2013年關閉）
- 英國利蘭巴士（1988年，所有利蘭產品已於1993年7月全線停產）
- 奥地利施泰爾Steyr Bus GmbH（英语：Steyr-Daimler-Puch）（1990年購入75%權益，[2]工廠於90年代關閉）
- 丹麥奧本羅市鎮Aabenraa Karrosseri A/S（德语：Aabenraa Karrosseri）（1994年，工廠於2004年關閉）
- 德國海布隆Drögmöller Karosserien GmbH & Co. KG（英语：Drögmöller）（1994年，及後更名為 Volvo Busse Industries （Deutschland） GmbH，工廠於2005年關閉）
- 加拿大魁北克Prevost Coaches（英语：Prevost Car）（1995年），後更名為Prevost Car（英语：Prevost Car）
- 以色列Merkavim（英语：Merkavim）（1996年），由富豪巴士及 Mayer Cars & Trucks Ltd.（以色列本田汽車入口商）共同擁有[3]
- 芬蘭Carrus Oy（1998年1月，[4] 2004年更名為Volvo Bus Finland Oy）
  - 列托Carrus Oy Delta（英语：Carrus Delta），2004年更名為Volvo Bus Finland Oy Turku Factory ，於2008年獨立及更名為Carrus Delta Oy
  - 坦佩雷Carrus Oy Ajokki ，2004年更名為Volvo Bus Finland Oy Tampere Factory ，工廠於2008年關閉
  - 萬塔Carrus Oy Wiima，工廠於2001年關閉
- 加拿大魁北克St-Eustache（英语：Saint-Eustache, Quebec）Nova Bus（英语：Nova Bus）（1998年）
- 墨西哥圖爾蒂特蘭Mexicana de Autobuses SA (MASA)（英语：MASA (company)）（1998年），更名為 Volvo Buses de México[5]
- 奧地利塞克什白堡Alfa Busz Kft（2002年）
- 克羅地亞薩格勒布EUROBUS（1994年-1999年）（型號B10及B12）
- 中国上海申沃客车（2000年—2018年）,沃尔沃与上海客车厂成立的合资企业，2018年后撤资改名为上汽申沃客车
- 中国西安西沃客车（1994年）

## 图库

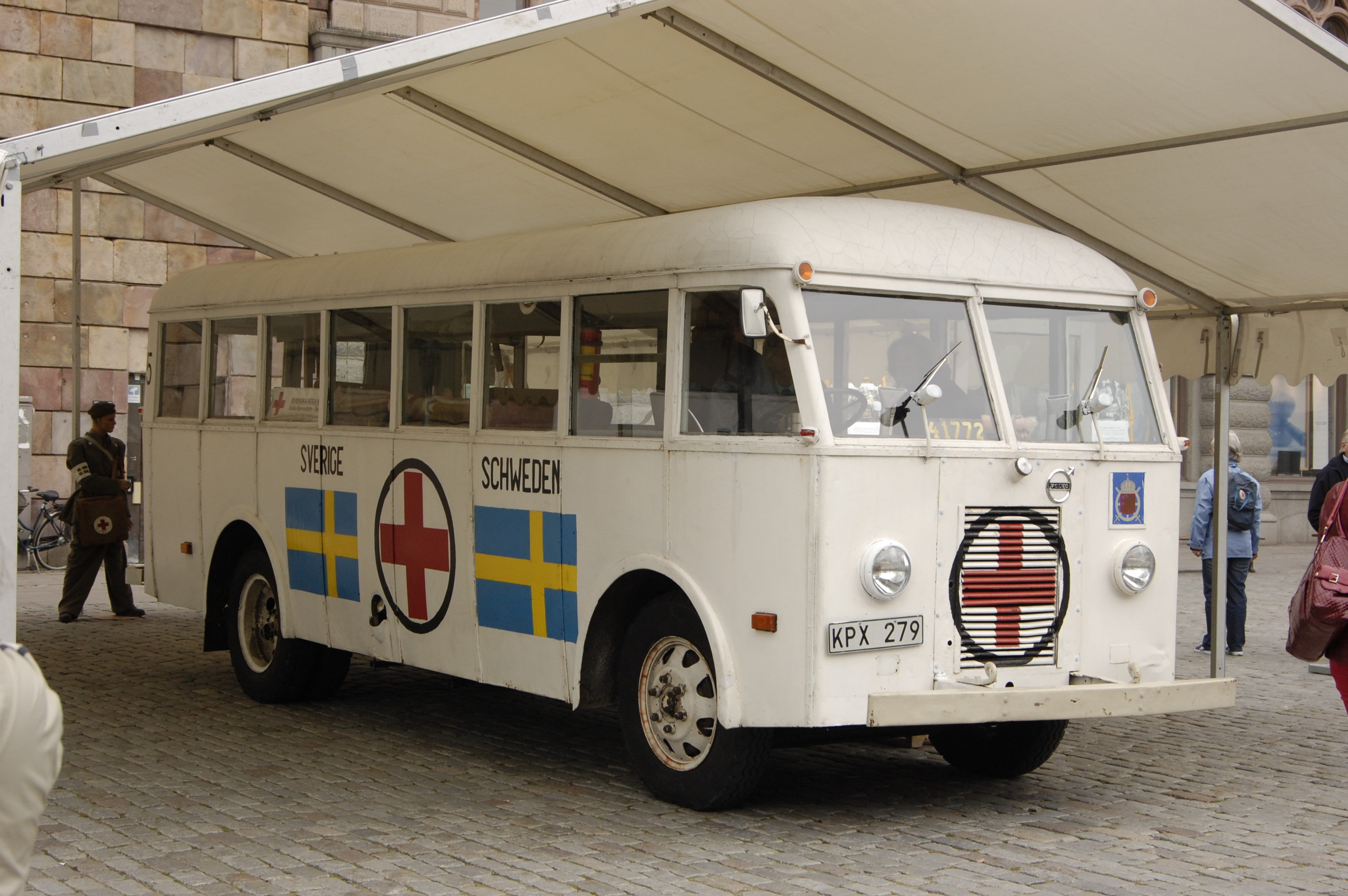
1945年白色巴士行動中的富豪巴士
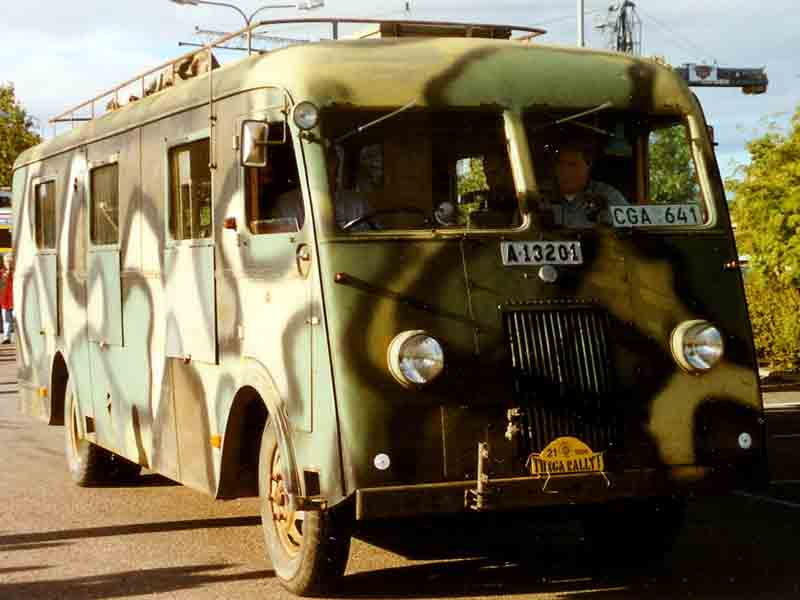
1940年富豪B12巴士
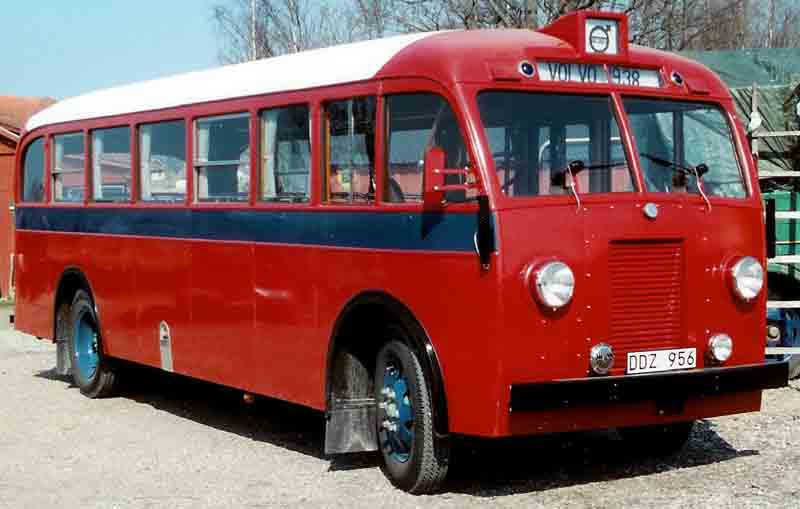
1938年富豪B10巴士
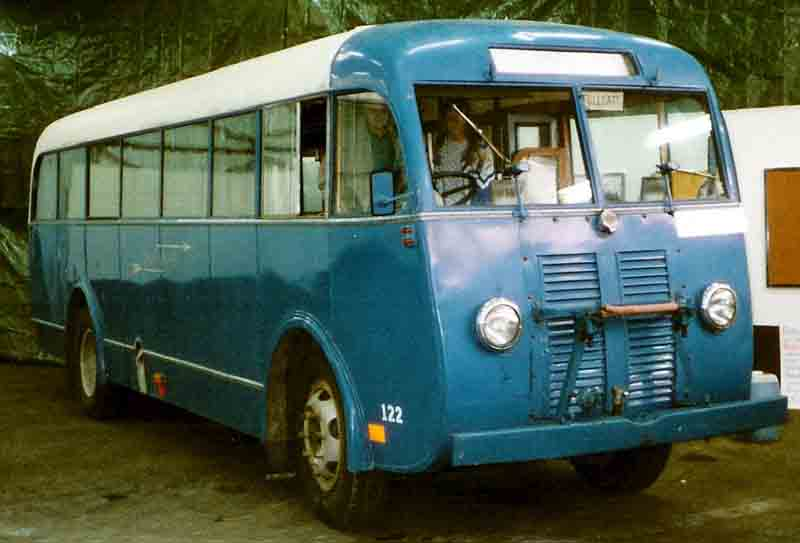
1948年富豪B512巴士
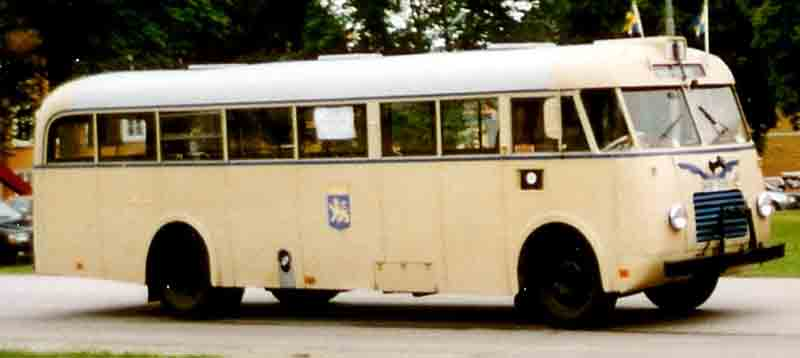
1948年富豪B513X巴士
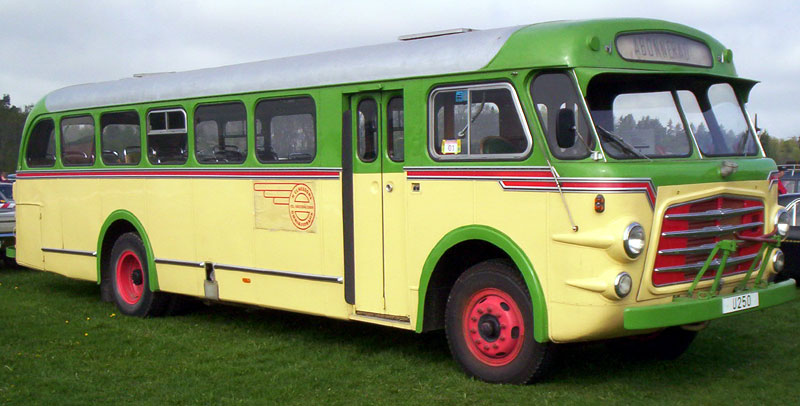
1952年富豪B617巴士
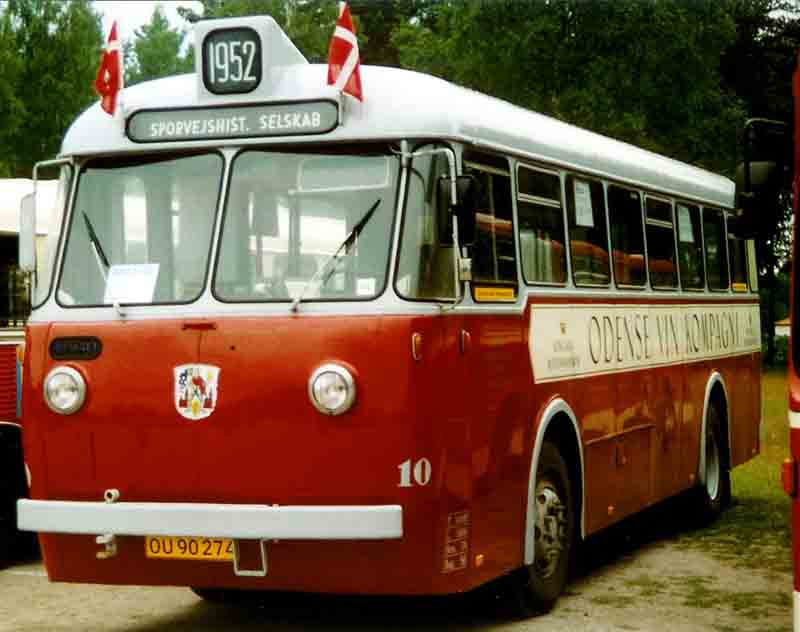
1952年富豪B655巴士
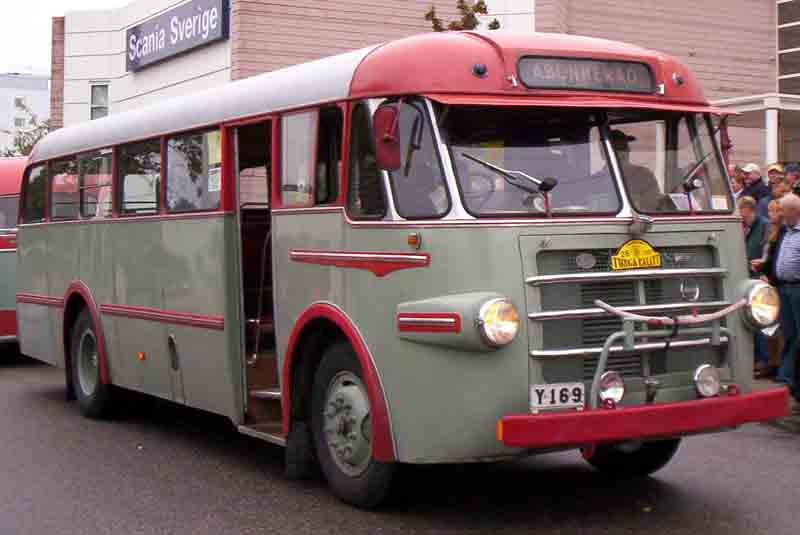
1953年富豪巴士
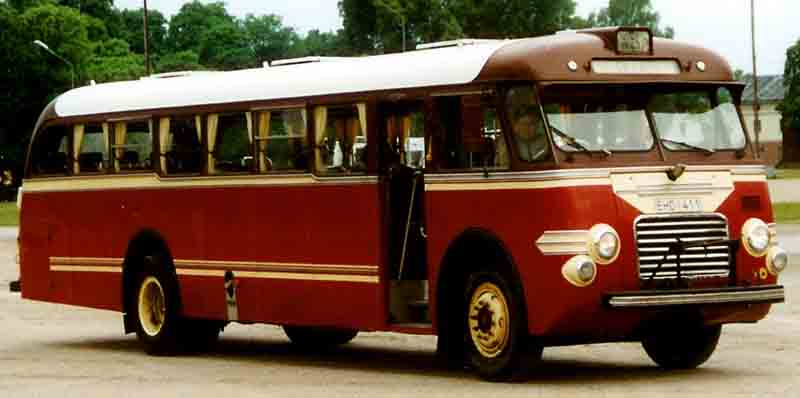
1953年富豪B638巴士
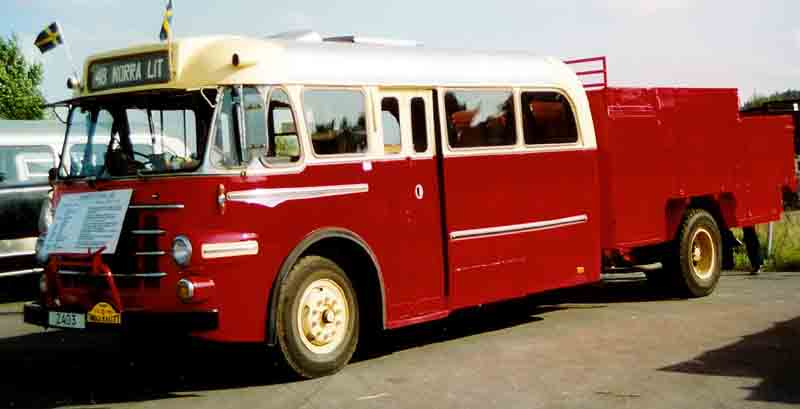
1953年富豪B727巴士
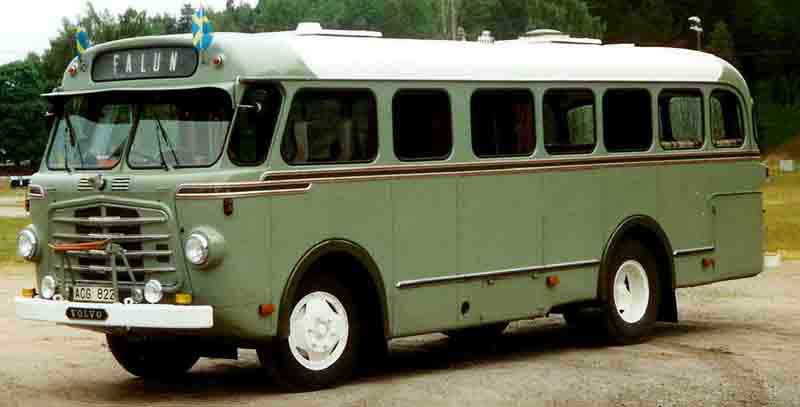
1959年富豪B70501巴士
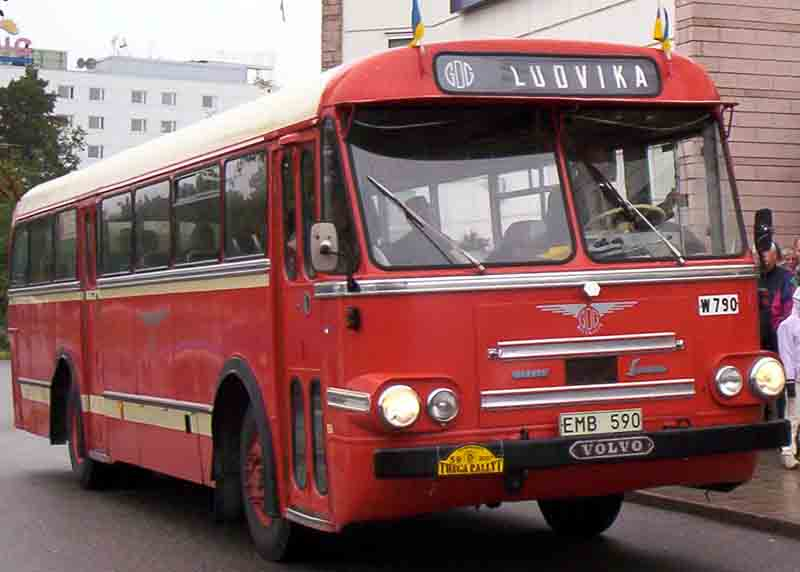
1963年富豪B655巴士
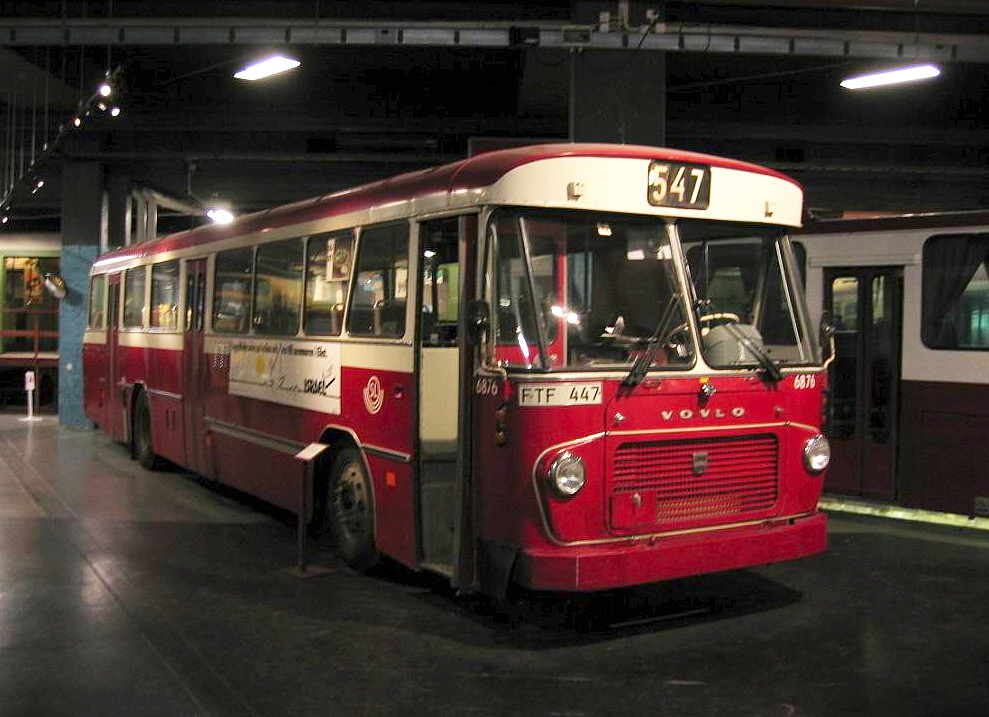
1967年富豪巴士
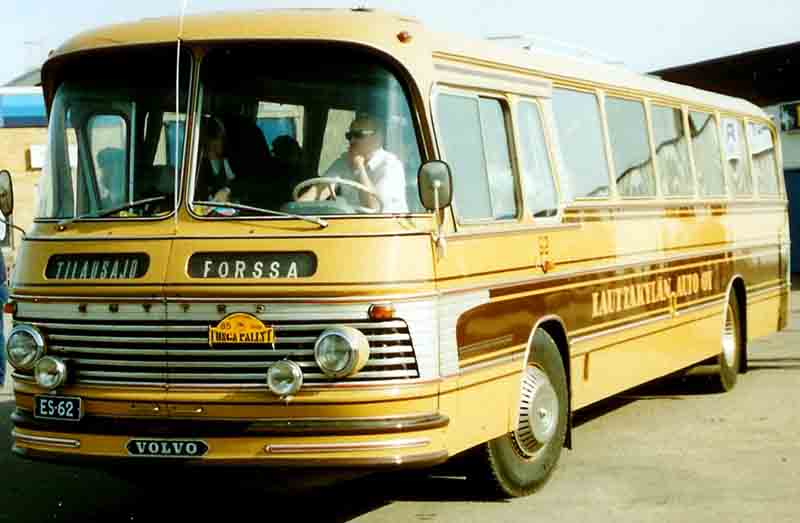
1968年富豪B58巴士
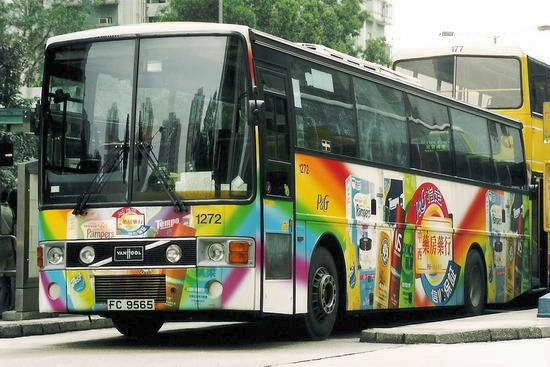
配范胡爾車身的富豪B10M單層巴士
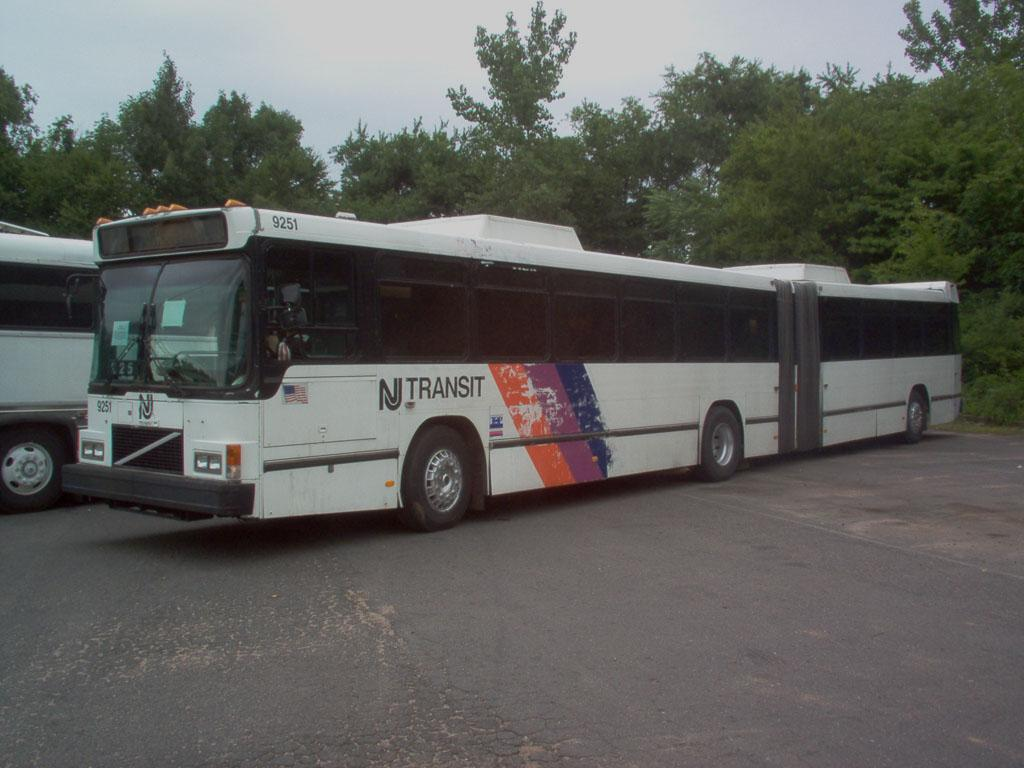
1985年富豪5500配B10M底盤
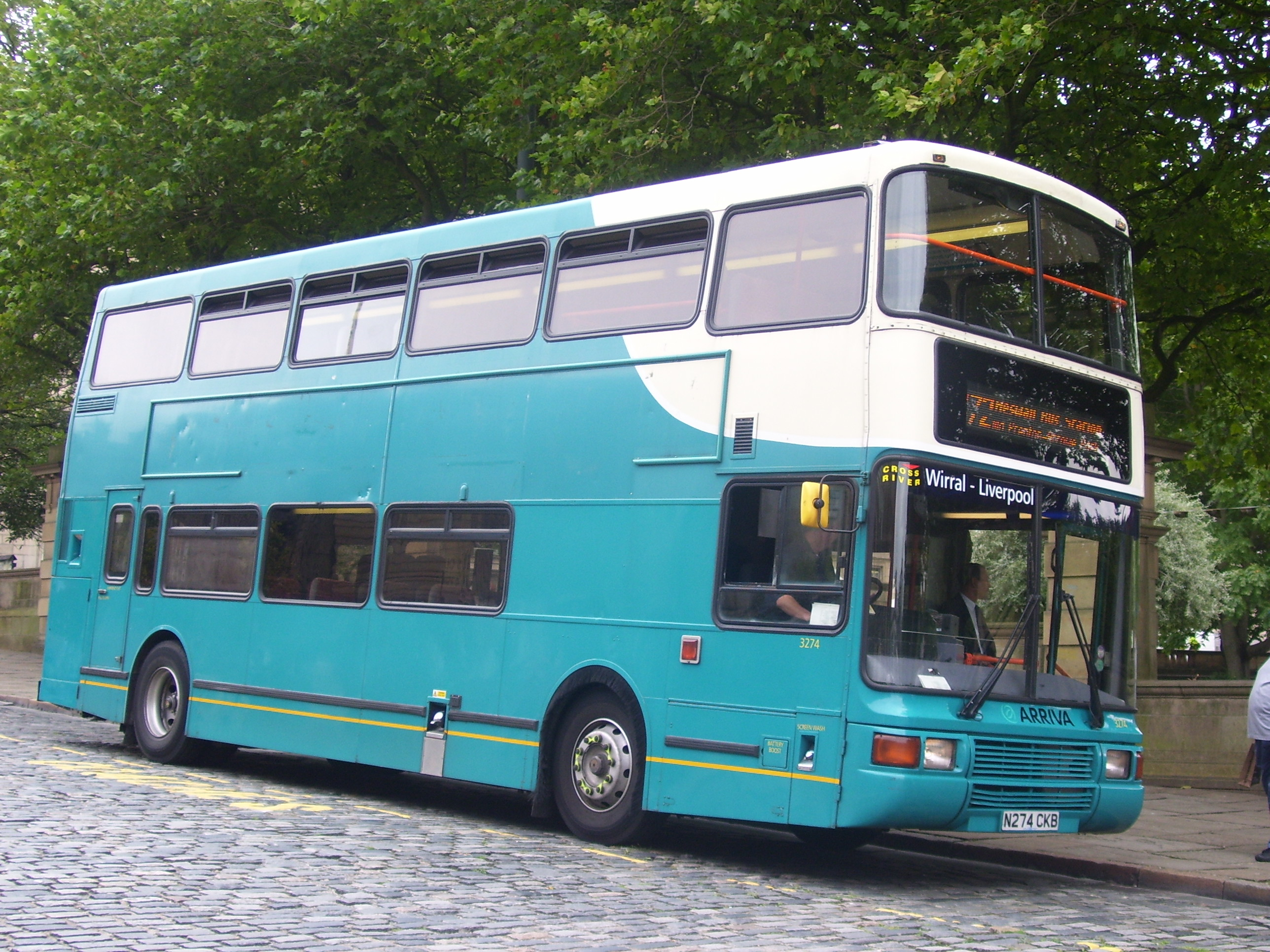
1996年富豪奧林匹克
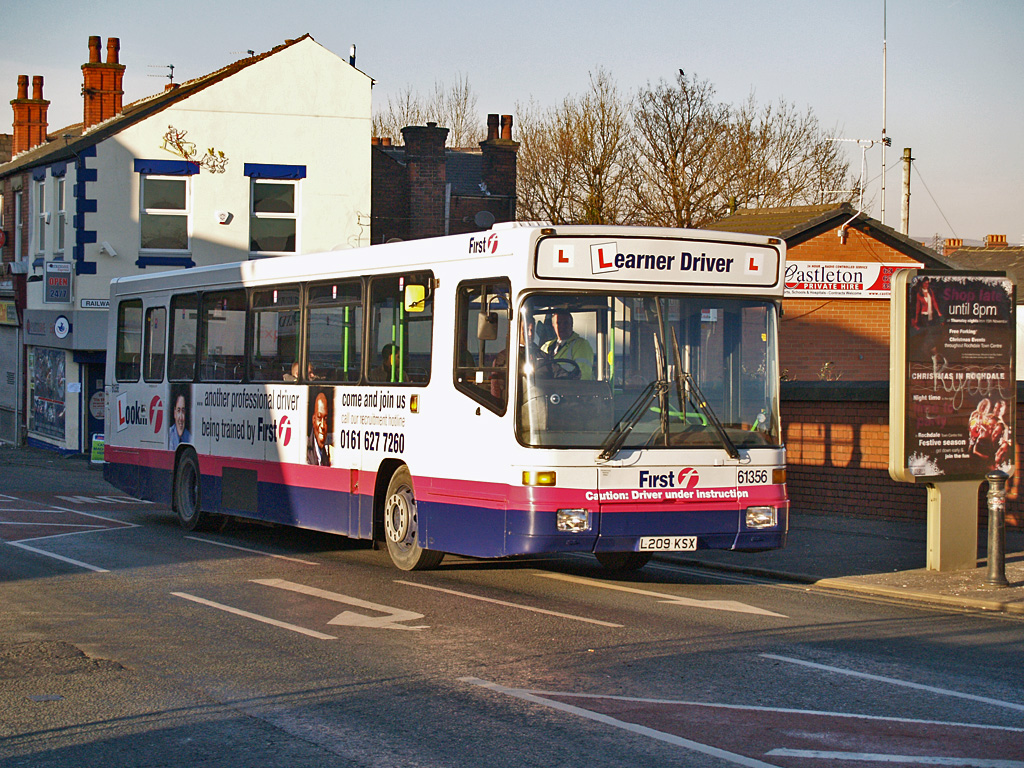
1993年B10B巴士
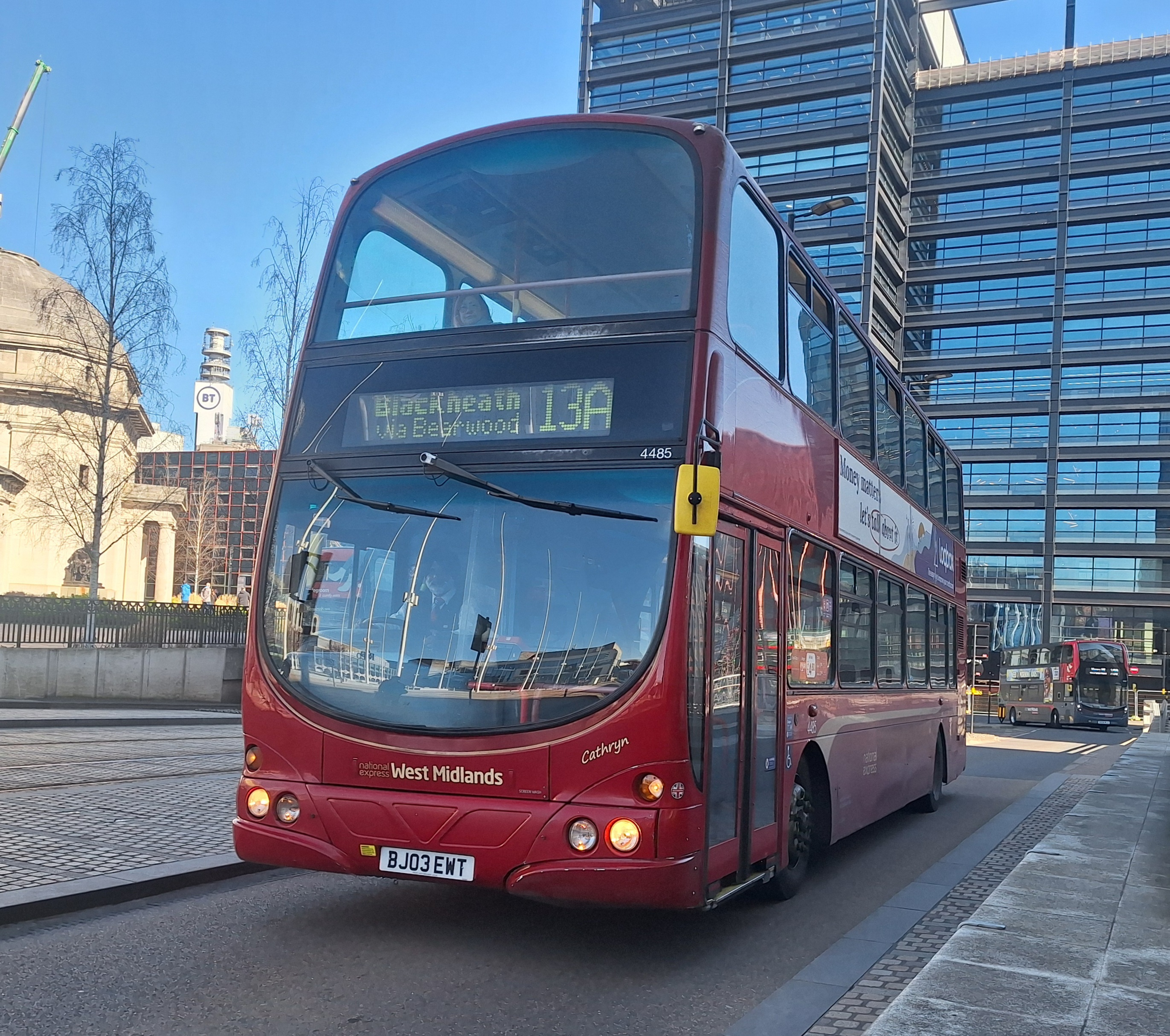
富豪B7TL巴士
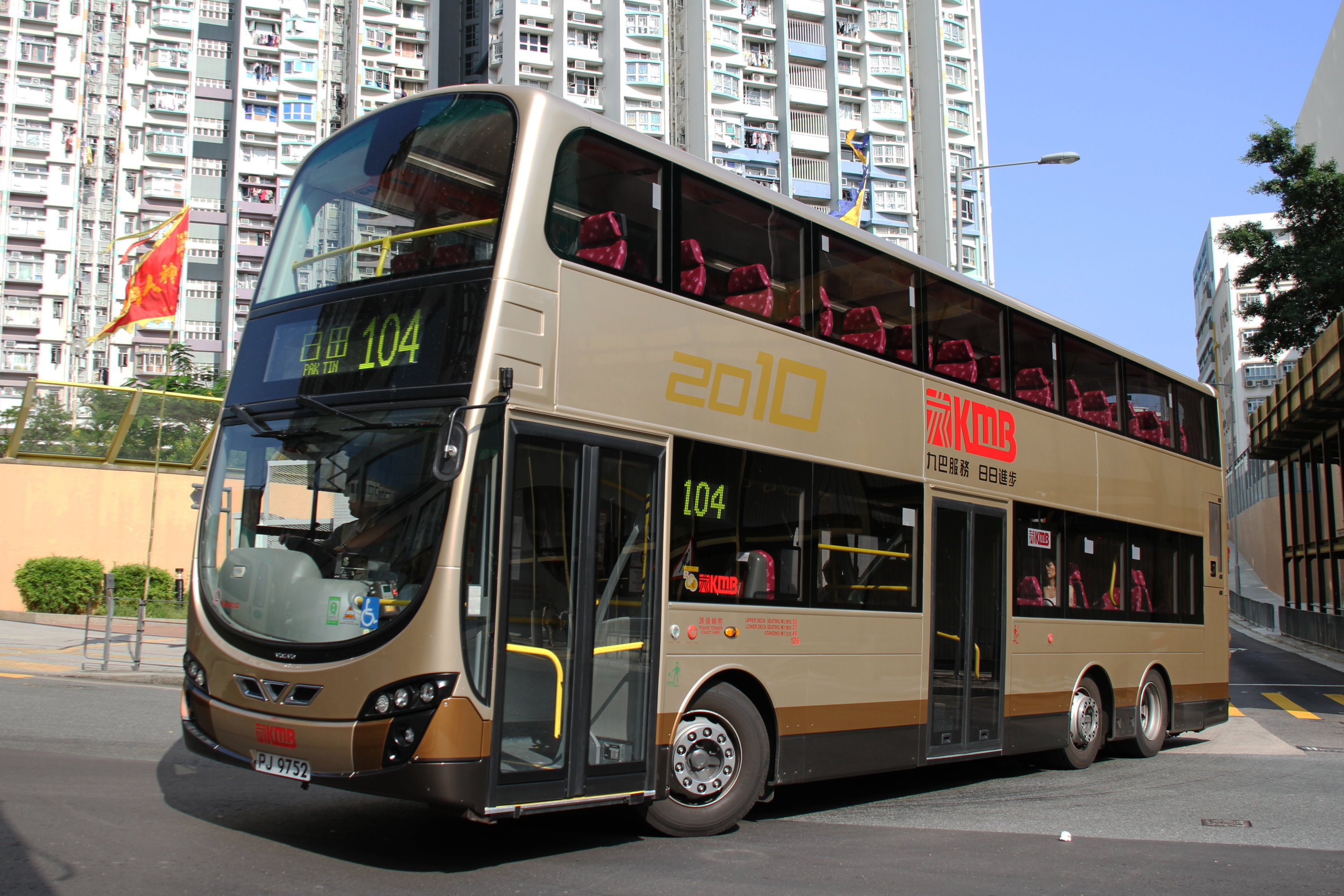
富豪B9TL巴士
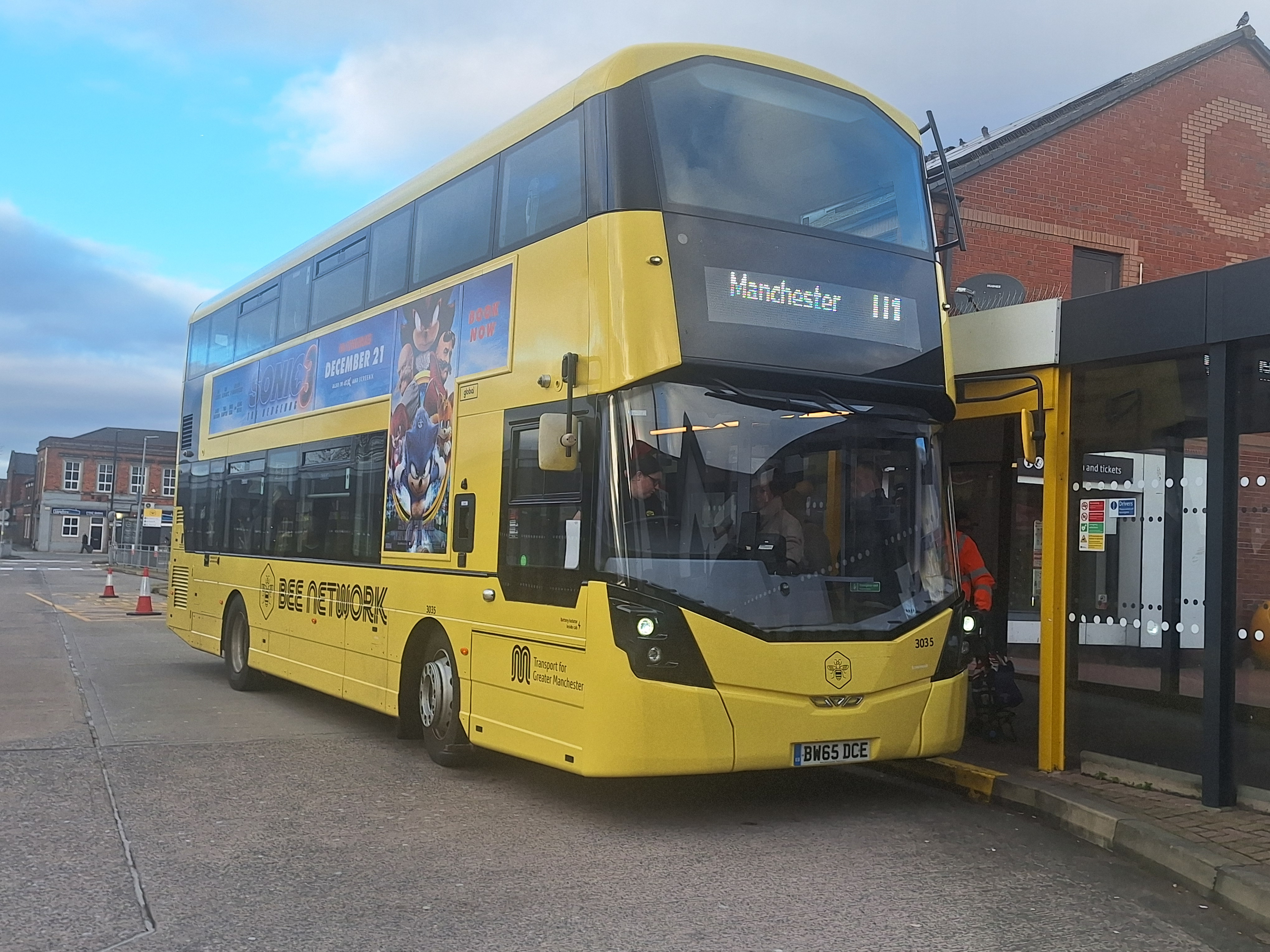
富豪B5LH巴士
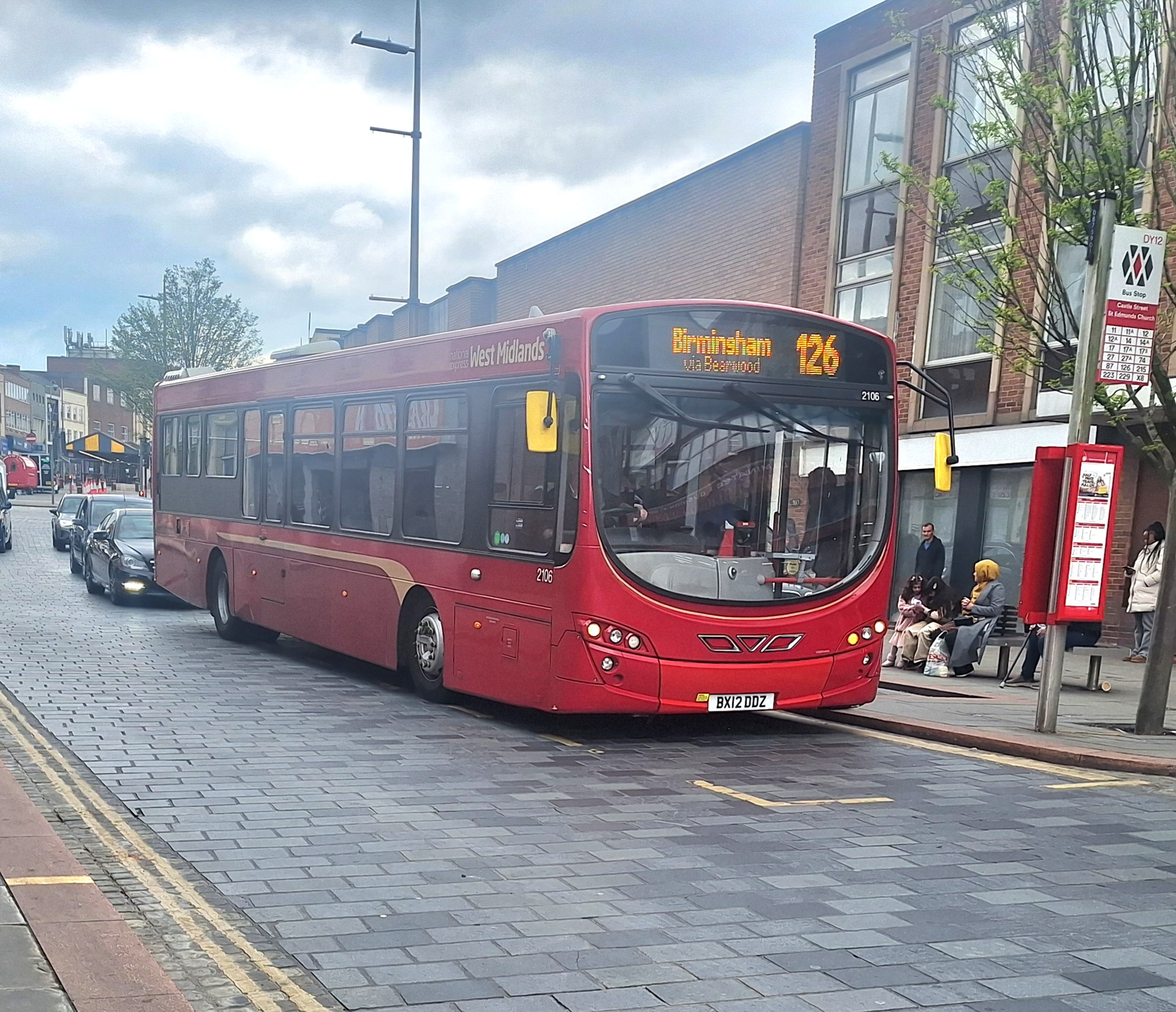
富豪B7RLE巴士
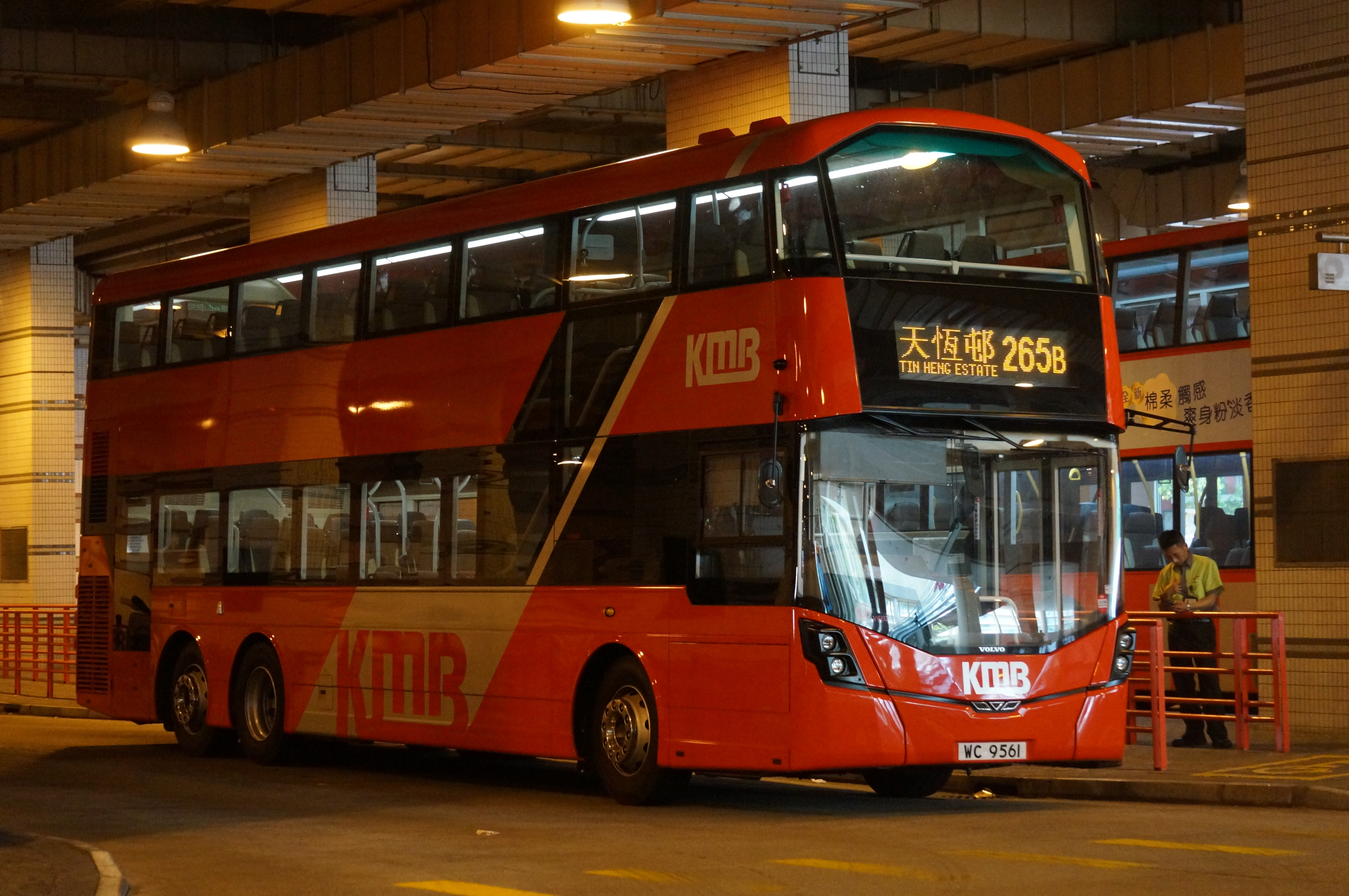
富豪B8L
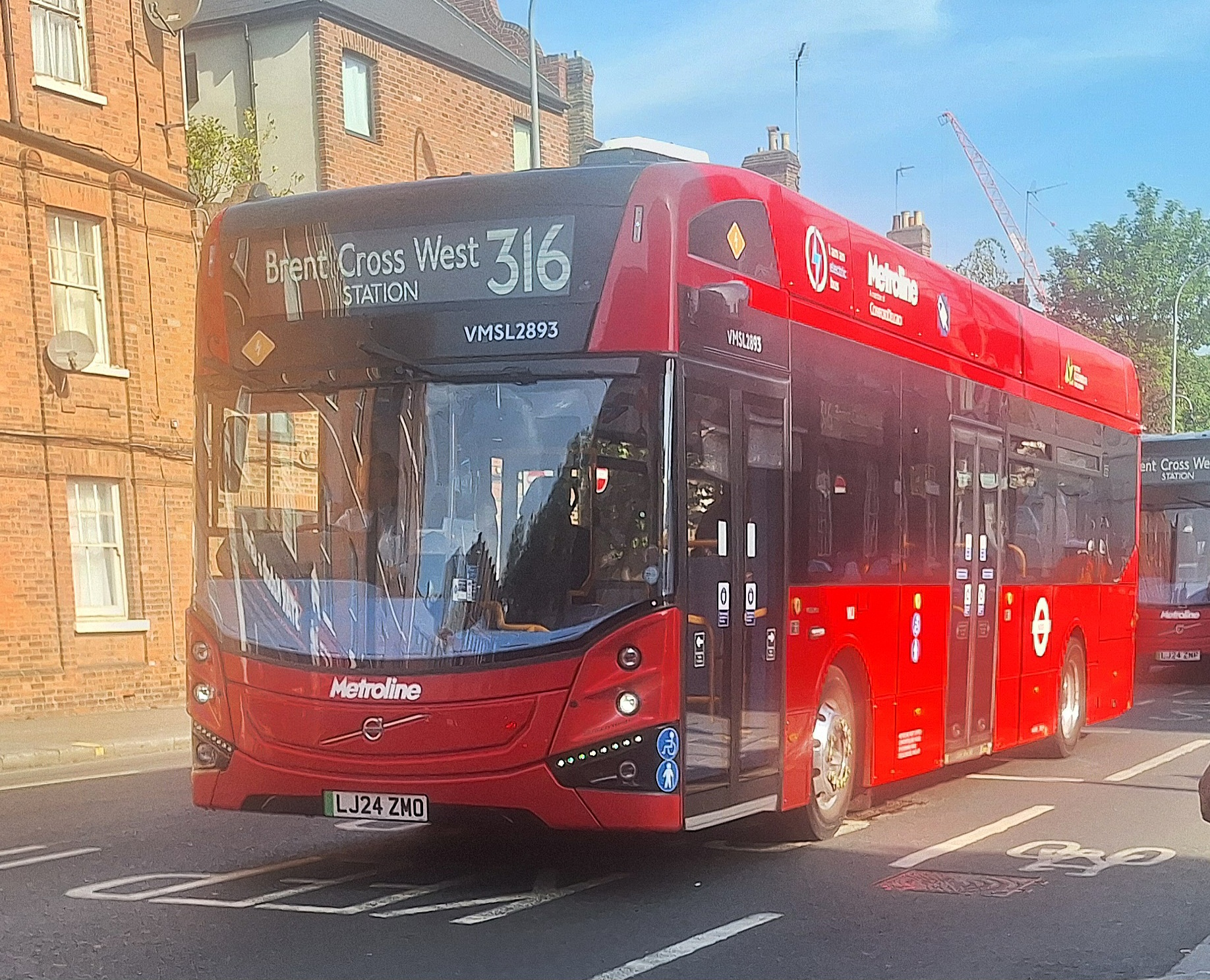
富豪BZL單層電動巴士
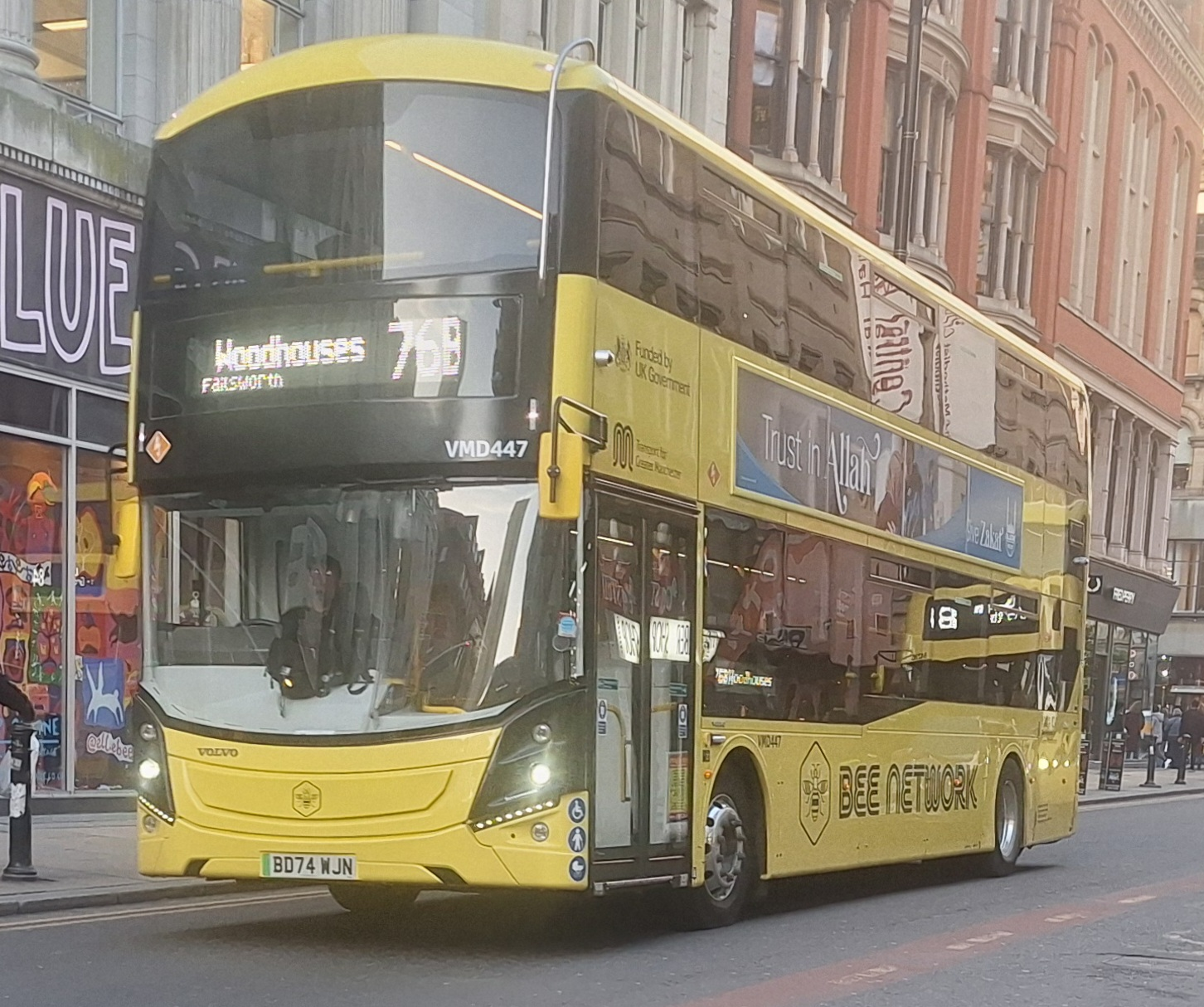
富豪BZL雙層電動巴士
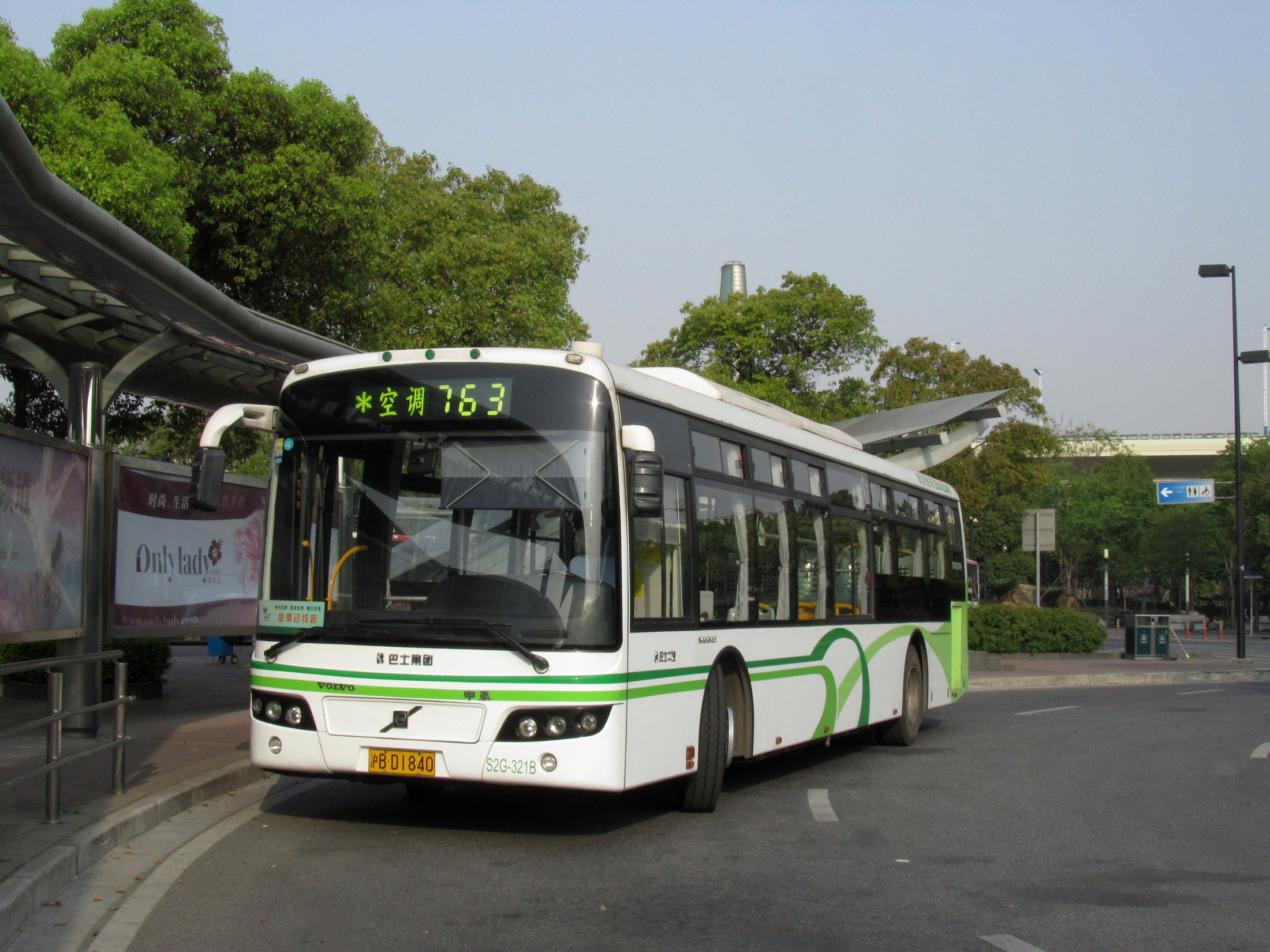
2010年富豪（申沃）SWB6120V4LE巴士
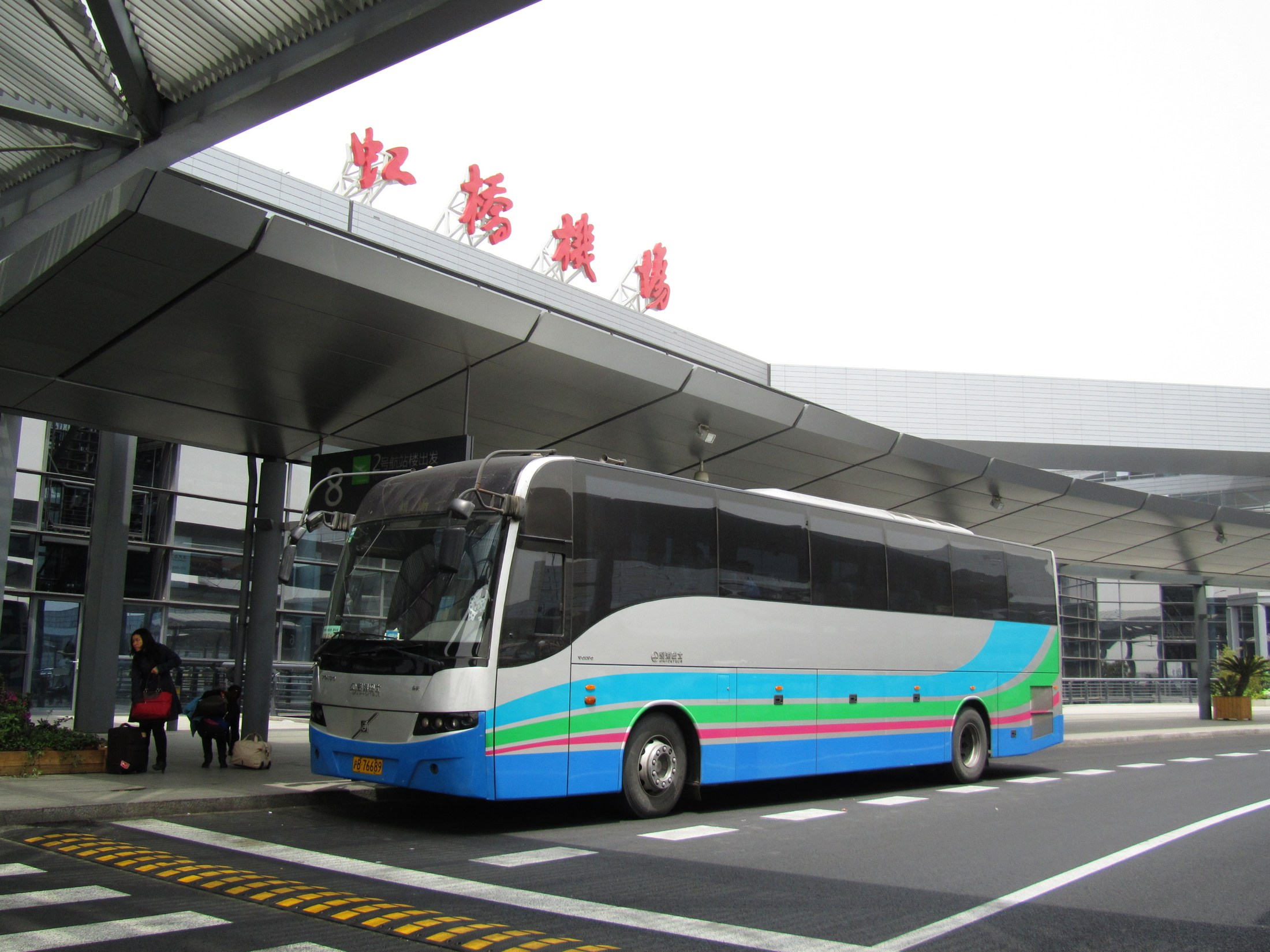
2009年富豪9300（西沃 XW6122D）巴士

## 外部連結
- Volvo Buses official website （页面存档备份，存于）*